# Kalter Gang
Kalter Gang är ett vattendrag i Österrike.   Det ligger i förbundslandet Niederösterreich, i den östra delen av landet, 22 km söder om huvudstaden Wien.
Trakten runt Kalter Gang består till största delen av jordbruksmark. Runt Kalter Gang är det ganska tätbefolkat, med 155 invånare per kvadratkilometer.